# Уся правда в мені
«Уся правда в мені» (англ. All the Truth That's in Me) — роман Джулі Беррі 2013 року для молоді. У романі розповідається про Джудіт, молоду жінку з глибоко релігійної громади, яку викрадають на два роки та повертають назад із частково відірваним язиком. Повість розповідає про її життя після повернення та про те, як до неї ставляться у селі.
2014 року роман «Уся правда в мені» увійшов до короткого списку Медалі Карнегі.

## Сюжет
Джудіт Фінч — дівчина, яка росте у пуританському на вигляд селі (хоча конкретний час дії не вказано). Вона глибоко закохана у свого друга дитинства Лукаса, який на кілька років старший. Одного разу на церковному заході її найкраща подруга Лотті каже Джудіт, що таємно зустрічається з хлопчиком. Джудіт, стурбована тим, що хлопчик і є Лукас, тож одного вечора вона вислизає з дому та намагається шпигувати за Лотті. Натомість вона стає свідком того, як Лотті душить чоловік, якого Джудіт не бачить.
Тієї ж ночі Джудіт викрадає Лукасів батько-п'яничка, який, на думку села, загинув під час пожежі багато років тому, але таємно ховався глибоко в лісі. Через деякий час оголене тіло Лотті знаходять у річці. Джудіт залишається з батьком Лукаса упродовж двох років, поки однієї ночі він, щоб утримати себе від того, щоб скривдити її, а також щоб вона не могла видати його місцеперебування, відрізає частину її язика і відпускає на волю.
Коли вона повертається додому, то намагається поговорити з матір’ю, щоб пояснити, що сталося, але мати забороняє їй говорити в її присутності, соромлячись невиразної та складної мови Джудіт.
Минає час, і Лукас оголошує про заручини з дівчиною на ім'я Мері, розбиваючи серце Джудіт. Пізніше Джудіт дізнається, що Мері насправді закохана в когось іншого, але виходить заміж за Лукаса, тому що він забезпечений і має велику ферму.
Одного дня на горизонті з’являються вітрила, і селяни впадають у паніку, думаючи, що люди з їхньої рідної країни, земляки, прийшли, щоб розпочати війну та захопити їхнє успішне місто. Усі чоловіки в місті планують битися, як і Лукас та брат Джудіт Дерріл, навіть якщо їх значно переважають чисельністю, і це означатиме вірну смерть. Джудіт нестерпно думати про смерть Лукаса, тому вона йде в ліс, щоб знайти його батька, який, як вона знає, має величезну кількість пороху у своєму домі. Батько Лукаса погоджується допомогти, але тільки якщо Джудіт вийде за нього заміж. Вона погоджується і везе його на бій на добре тренованій кобилі, яка йому належить
Під час боїв батько Лукаса підриває себе разом з ворожими кораблями. Селяни перемагають, але багато загиблих і поранених, у тому числі брат Джудіт Дерріл, який випадково вистрелив собі в ногу, і йому її ампутували. Хлопець, якого любить Мері, також поранений, через що вона розриває заручини з Лукасом і виходить за нього заміж. Джудіт вдячна, що Мері не виходить заміж за Лукаса, вони з Джудіт стають друзями, і Мері допомагає Джудіт заново вивчити мову.
Після битви все село обертається на Лукаса, припускаючи, що він звернувся до свого батька по допомогу та підозрюючи, що він не лише приховував свого батька весь час, але й насправді допоміг йому вбити Лотті та викрасти Джудіт. Дерріл вирішує, що, оскільки він не може працювати на фермі, то повернеться до школи, а Джудіт вирішує приєднатися до нього. Однак шкільний учитель починає чіплятися до Джудіт і стежити за нею, не раз застаючи її, коли вона вночі виходить з дому, зокрема під час одного з візитів до Лукасової хатини. Він та інші жителі села планують влаштувати засідку, щоб обманом змусити Лукаса розкрити місцеперебування прихованого будинку його батька, куди він може потрапити, оскільки кінь його батька, Фантом, знає дорогу.
Лукаса жорстоко б'ють та доставляють до суду, звинувативши у вбивстві, викраденні, переховуванні  батька та перелюбі з Джудіт. Джудіт також звинувачують у причетності до всього цього, і їх обох закували в колодки. Нарешті Джудіт вирішує відкрити селу, що вона насправді може говорити, і свідчить, що Лукас не знав, де був його батько. Вона також розповідає, що Лотті вбив її батько, а Лукасів батько відрізав Джудіт язик, щоб вона не могла назвати його справжнім убивцею, вважаючи, що це захистить її. Батька Лотті заарештовують, Лукас зізнається Джудіт у коханні, і вони одружуються. Роман закінчується тим, що двоє розмірковують про те, чи залишитися у своєму селі чи переїхати на захід.

## Рецепція
«Уся правда в мені» — вибір Гільдії юнацьких бібліотек.
Роман загалом добре сприйняли критики, зокрема він отримав рецензії з зірками від Booklist, Kirkus Reviews, Publishers Weekly і Kirkus Reviews назвали роман «розповіддю про незвичайну елегантність, силу та оригінальність». Publishers Weekly зазначив, що «поетична розповідь Беррі... захопить читачів, а поступове розкриття таємниць утримає їхню увагу».
Рецензуючи роман у New York Times, Дженніфер Г’юберт Свон назвала роман «Уся правда в мені» «тривожним та провокаційним».
Оглядач The Guardian, Сафах назвав роман «темною й жахливою історією про насильство та таємниці, про кохання та втрату, про мовчання та мужність». Сафах також підкреслив стиль письма Беррі, написавши, що «розповідь від другої особи в романі була настільки унікальною і майже ліричною, з ритмом і музикою, яких я ніколи раніше не читав. Кожен розділ зазвичай займає лише пів сторінки, іноді менше, він відповідає тому, як Джудіт може думати, короткими інтервалами. Вона дуже розважлива людина і, здається, завжди бачить глибше, ніж інші, наче відсутність мови відкрила їй очі та вуха до набагато заплутанішого світу, який може бачити тільки вона, і розповідь чудово це зобразила».
Ебіґейл Паккард, яка писала для Children's Book and Media Review, назвала роман «дуже потужним», підкресливши, що «Беррі створила навдивовижу реальних і правдоподібних персонажів». Далі вона зазначила: «Мова історії прекрасна, а деякі сцени надзвичайно сильні, оскільки Беррі заглиблюється в уми своїх героїв».
Видання аудіокниги, озвучене Кетлін Макінерні, отримало рецензію від Booklist  і School Library Journal, які зазначили: «Кетлін Макінерні читає історію, використовуючи різні інтонації для кожного персонажа. Її голос для Джудіт є точним у тому, як вона звертається як до її внутрішнього голосу, так і до її мовної вади». Publishers Weekly так само писав: «Оповідачка також надає чіткі голоси персонажів, які є різноманітними та доречними. Проте Макінерні найкраще передає думки Джудіт і озвучує внутрішнє розчарування персонажки».
Kirkus Reviews, School Library Journal, The Horn Book Magazine назвали роман «Уся правда в мені» одним із найкращих романів для молоді 2013 року.
| рік      | Нагорода                                     | Результат       | посилання     |
| -------- | -------------------------------------------- | --------------- | ------------- |
| 2014 рік | Найкраща художня література для молоді       | Найкращі 10     | [ 12 ] [ 13 ] |
| 2014 рік | Медаль Карнегі                               | Короткий список | [ 1 ] [ 14 ]  |
| 2014 рік | Премія «Едгар» за найкращу лкнигу для молоді | Короткий список | [ 15 ]        |
| 2014 рік | Нагорода «Срібні чорнила»                    | Переможець      | [ 16 ]        |